# Jonas Eduardo Américo
Jonas Eduardo Américo også kendt som Edú (født 6. august 1949 i Jaú, Brasilien) er en tidligere brasiliansk fodboldspiller (angriber), der med Brasiliens landshold vandt guld ved VM i 1970 i Mexico. Han spillede dog kun én kamp i turneringen, 3-2 sejren mod Rumænien i det indledende gruppespil. Han nåede i alt, mellem 1966 og 1976, at spille 45 landskampe og score otte mål. Han var også i brasilianernes trup til både VM i 1966 og VM i 1974.
Edú spillede på klubplan de første mange år af sin karriere i hjemlandet hos Santos FC, der på daværende tidspunkt var landets stærkeste klub. Herefter havde han korte ophold i Corinthians og Internacional, inden han spillede de sidste mange år af sin karriere hos Tigres i Mexico.